# Petru Bona
Petru Bona (n. 5 august 1940, Caransebeș) este un istoric român.

## Biografie
A urmat cursurile Facultății de Istorie-Filozofie a Universității din Cluj-Napoca, promoția 1963.
A beneficiat de mai multe burse de studii și documentare în Berlin (1970), Viena (1972, 1980, 1989), Budapesta (1975), Cracovia (1984) și Belgrad (1976).
După absolvirea facultății a fost repartizat profesor debutant la liceul din Tinca (jud. Bihor), devenind ulterior și directorul instituției. Prin concurs, a devenit asistent, apoi lector universitar la Institutul Pedagogic din Oradea. Apoi, director al Muzeului din Caransebeș. Prin concurs, a ajuns conferențiar universitar la Departamentul de Teologie Ortodoxă al Facultății de Litere, Filosofie și Istorie a Universității de Vest din Timișoara. Tot prin concurs este numit din 2001, profesor universitar. Director de curs la studiile aprofundate și masterat.
Este titularul cursului de Istoria Bisericii Ortodoxe Române (anii I-II), precum și a cursurilor opționale de Artă creștină (an. III).
A fost șef al catedrei de Teologie Ortodoxă, apoi din 2004 prodecan al Facultății de Litere, Istorie și Teologie.
Din anul 1975 este doctor în istorie cu teza Domeniul Tinca al Episcopiei romano-catolice de Oradea (1800-1848) sub îndrumarea profesorului universitar doctor M. P. Dan.
A fost, de asemenea, muzeograf, iar apoi director al Muzeului Județean de Etnografie și al Regimentului de Graniță Caransebeș (1976-1996). A participat la redactarea unor reviste de specialitate: Tibiscum și Analele Universității de Vest din Timișoara (Seria Teologică). 
Pe tărâm politic, a fost ales deputat din partea F.S.N-ului în primul parlament al României post-decembriste (1990-1992).

## Opera

### Volume publicate
- Caransebeș-contribuții istorice, Caransebeș, 1989
- Sichevița.Demografie.Artă populară, Caransebeș, 1990
- Biserica medievală din Caransebeș,Caransebeș, 1993
- Episcopia Caransebeșului, vol. I, Reșița, 1995
- Ortodoxismul graniței româno-bănățene, Caransebeș, 1996
- Situața economică și socială a țăranilor români pe domeniul Episcopiei romano-catolice de Oradea, Oradea, 1997
- Istorie și Ortodoxie, Timișoara, 2002
- Episcopia Caransebeșului, vol. II, Timișoara, 2003
- Istorie, etnie și confesiune în Banat, Timișoara, 2004
- Episcopia Caransebeșului. Contribuții istorice, Timișoara, 2006.

### Volume în colaborare
- Tibiscum, București, 1994 (colab. prof. univ. dr. Doina Benea)
- Catedrala Episcopală Sf. M. Mc. Gheorghe din Caransebeș, Timișoara, 2006 (colab. lect. dr. Mihaela Vlăsceanu și P. S. lect. drd. Lucian Mic).

## Premii
- A fost distins cu premiul George Barițiu al Academiei Române, pentru colaborarea la volumul Franța și Banatul(1789-1815).